# Marija Kirkowa
Marija Kirkowa (bulgarisch Мария Киркова, englisch Maria Kirkova; * 3. Januar 1986 in Sofia) ist eine ehemalige bulgarische Skirennläuferin. Sie nahm an vier Weltmeisterschaften und drei Olympischen Spielen teil und startete zwischen 2006 und 2017 vereinzelt im Weltcup.

## Biografie
Nach großen Erfolgen in Schüler- und Nachwuchsrennen bestritt Kirkowa im Januar 2002 ihr erstes FIS-Rennen. Im Februar 2003 nahm die damals 17-Jährige am Slalom der Weltmeisterschaften in St. Moritz teil. Mit einem Rückstand von über 18 Sekunden kam sie direkt hinter ihrer Teamkollegin Borijana Slatarewa auf Platz 43. Kurz darauf feierte sie in einem Riesenslalom in Mazedonien ihren ersten Sieg in einem FIS-Rennen. Bis 2011 erreichte sie, hauptsächlich in Bulgarien, fast 40 weitere Siege in FIS-Rennen. Im März 2003 nahm Kirkowa an den Juniorenweltmeisterschaften teil, kam dabei aber nur auf Rang 50 im Riesenslalom. Im Slalom fiel sie im zweiten Durchgang aus. Nach einem Beinbruch im April 2003 konnte sie knapp zehn Monate keine Rennen bestreiten.
Ab der Saison 2005/2006 bis zur Saison 2008/2009 startete Kirkowa vereinzelt auch im Europacup und im Weltcup, allerdings fuhr sie in keiner der beiden Rennserien in die Punkteränge. Im Europacup gelang ihr das beste Resultat gleich in ihrem ersten Rennen, dem Slalom von St. Sebastian am 17. Dezember 2005, den sie auf Rang 33 beendete. Im Weltcup war ihr bestes Ergebnis der 35. Platz in der Abfahrt von Bansko am 27. Februar 2009. In ihren Slalom- und Riesenslalomrennen im Weltcup konnte sie sich nie für den zweiten Durchgang qualifizieren. Nach drei Jahren ohne Europacup- und Weltcuprennen nahm Kirkowa im Februar 2012 wieder an vier Europacuprennen in Sella Nevea sowie am Weltcup-Super-G in Bansko teil, bei dem sie 43. und Letzte wurde.
Im Februar 2006 nahm Kirkowa als einzige Bulgarin an Alpinbewerben der Olympischen Winterspiele in Turin teil. Sie startete nur im Slalom, fiel aber nach Platz 41 im ersten Lauf im zweiten Durchgang aus. Auch bei ihren nächsten beiden Weltmeisterschaften war sie die einzige Teilnehmerin aus Bulgarien. Bei den Weltmeisterschaften 2007 in Åre kam sie auf Platz 44 im Riesenslalom und Rang 45 im Slalom. Bei den Weltmeisterschaften 2009 in Val-d’Isère erreichte sie mit Platz 22 in der Super-Kombination und Rang 28 im Super-G ihre besten Ergebnisse bei internationalen Titelkämpfen. Im Riesenslalom konnte sie sich nicht für den zweiten Durchgang qualifizieren und im Slalom schied sie im ersten Lauf aus. Kirkowas nächstes Großereignis waren die Olympischen Winterspiele 2010 in Vancouver. Dort startete sie – wieder als einzige Bulgarin – in allen Disziplinen außer der Super-Kombination, kam aber nur einmal als 33. der Abfahrt ins Ziel. Bei den Weltmeisterschaften 2011 in Garmisch-Partenkirchen war sie erneut die einzige weibliche Vertreterin ihres Landes. Sie startete im Slalom und im Riesenslalom, belegte im Riesenslalom den 51. Platz, schied aber im Slalom aus. 
Auf nationaler Ebene gewann Kirkowa insgesamt 28 bulgarische Meistertitel.
Nach der Saison 2018/19 beendete Kirkowa ihre aktive Laufbahn als Skirennläuferin.

## Erfolge

### Olympische Spiele
- Turin 2006: DNF Slalom
- Vancouver 2010: 33. Abfahrt, DNF Super-G, DNF Riesenslalom, DNF Slalom
- Sotschi 2014: 36. Riesenslalom, DNF Slalom
- Pyeongchang 2018: 35. Slalom, 40. Riesenslalom

### Weltmeisterschaften
- St. Moritz 2003: 43. Slalom
- Åre 2007: 44. Riesenslalom, 45. Slalom
- Val-d’Isère 2009: 22. Super-Kombination, 28. Super-G, 34. Riesenslalom, DNF Slalom
- Garmisch-Partenkirchen 2011: 51. Riesenslalom, DNF Slalom
- Schladming 2013: 46. Slalom, DNF Riesenslalom, DNS Abfahrt, DNS Super-G, DNS Super Kombination
- Vail/Beaver Creek 2015: 41. Riesenslalom, DNF Slalom
- St. Moritz 2017: 45. Slalom, 46. Riesenslalom

### Juniorenweltmeisterschaften
- Briançonnais 2003: 50. Riesenslalom, DNF Slalom

### Far East Cup
- 5 Platzierungen unter den besten 10

### Universiade
- Bardonecchia 2007: 8. Slalom, 23. Riesenslalom

### Weitere Erfolge
- 38 Siege in FIS-Rennen
- Bulgarische Meisterin im Super-G (2007, 2008, 2009, 2010, 2011, 2012)6
- Bulgarische Meisterin im Riesenslalom (2008, 2009, 2011, 2012, 2013, 2014, 2015, 2016, 2017, 2018)10
- Bulgarische Meisterin im Slalom (2008, 2009, 2011, 2012, 2013, 2014, 2016, 2017, 2018)9
- Bulgarische Meisterin in der Kombination (2010, 2011, 2012)3
- Bulgarische Vizemeisterin im Slalom (2015)
- Bronze bei den bulgarischen Meisterschaften im Riesenslalom (2007)
- Bronze bei den bulgarischen Meisterschaften im Slalom (2006)